# Colobothea distincta
Colobothea distincta är en skalbaggsart som beskrevs av Francis Polkinghorne Pascoe 1866. Colobothea distincta ingår i släktet Colobothea och familjen långhorningar.
Artens utbredningsområde är:
- Costa Rica.
- Guatemala.
- Honduras.
- Nicaragua.
- Panama.

Inga underarter finns listade i Catalogue of Life.